# Хлебодаровка (Донецкая область)
Хлебодаровка (укр. Хлібодарівка) — село в Волновахском районе Донецкой области Украины. Административным центр Хлебодаровской сельской территориальной общины.

## История
Основан в 1858 году в качестве еврейской земледельческой колонии.
В советское время в селе до 1950-х годов действовала Хлебодаровская машинно-тракторная станция (в 1958 году расформиорована), директором которой был Герой Социалистического Труда Степан Алексеевич Козлов. На этом же предприятии трудился Герой Социалистического Труда комбайнёр Степан Сергеевич Худин.
В селе находится крупный щебеночный завод, на котором работает большая часть населения Хлебодаровки. В состав завода входит гранитный карьер. Во времена СССР завод являлся крупным государственным предприятием, на котором были трудоустроены также жители и близлежащих сел. С 2000 года завод постепенно превратился из прибыльного предприятия в убыточное, неоднократно проводились сокращения персонала. На 2016 год завод на грани банкротства по причине недостаточного внимания со стороны местных и региональных властей.

## Население
Население по переписи 2001 года составляло 1296 человек.

## Местный совет
Адрес местного совета: 85766, Донецкая обл., Волновахский р-н, с. Хлебодаровка, ул. Ленина, 17.
17 июля 2020, народными депутатами Украины было утверждено постановление «О создании и ликвидации районов», которое предусматривает новое территориальное устройство Украины. В результате внесения изменений в территориальное устройство области село Хлебодаровка стало административным центром Хлебодаровской сельской территориальной общины.